# Little Bird (série télévisée)
Little Bird est une série télévisée canadienne créée par Jennifer Podemski et Hannah Moscovitch et réalisée par Zoe Leigh Hopkins (en) et Elle-Maija Tailfeathers (en). Elle est diffusée originellement à partir du 26 mai 2023 sur Crave et le Réseau de télévision des peuples autochtones puis en France en mai 2024 sur Arte.
La série a obtenu le prix du public au festival Séries Mania 2023.

## Synopsis
La série raconte l'histoire d'Esther / Bezhig, amérindienne du Canada, enlevée à ses parents alors qu'elle était enfant avec ses frères et sœur dans la réserve de Long Pine en Saskatchewan. Elle est confiée à l'adoption par les services sociaux, dans le cadre de la politique d'assimilation forcée des populations autochtones. Bezhig est adoptée par une famille juive et devient Esther, refoulant son passé jusqu'au jour de ses fiançailles avec David, un docteur d'une riche famille de Montréal.

## Distribution
- Darla Contois (en) (VQ : Soleil Launière) : Bezhig Little Bird / Esther Rosenblum
- Ellyn Jade (en) (VQ : Marie-Pier Chamberland) : Patricia « Patti » Little Bird, la mère biologique.
- Osawa Muskwa (VQ : Samian) : Morris Little Bird, le père biologique.
- Braeden Clarke (en) (VQ : Étienne Thibeault) : Leo Little Bird, le frère.
- Joshua Odjick (VQ : Jérôme Pouliot) : Niizh, le frère.
- Imajyn Cardinal (en) (VQ : Fanny-Maude Roy) : Dora Little Bird, la soeur.
- Eric Schweig (VQ : René Rousseau) : Asin Halpern, le grand-père.
- Rowen Kahn (VQ : Marc-André Brunet) : David Altman, le fiancé.
- Lisa Edelstein (VQ : Marika Lhoumeau) : Golda Rosenblum, la mère adoptive.
- Michelle Thrush (VQ : Kathia Rock) : Brigit
- Alanna Bale : Adele Halpern
- Janet Kidder (VQ : Isabelle Leyrolles) : Jeannie Young

## Production
La série comporte six épisodes de 45 minutes tourné au Manitoba et dans la Saskatchewan.

## Accueil de la critique
La série a obtenu le prix du public au festival Séries Mania 2023.
Elle est notée 4.1/5 en moyenne par la presse en France.